# Adelaide Luísa de Eslésvico-Holsácia
Adelaide Luísa de Eslésvico-Holsácia-Sonderburgo-Glucksburgo, (19 de outubro de 1889 - 11 de junho de 1964) foi uma filha do duque Frederico Fernando de Eslésvico-Holsácia e da sua esposa, a princesa Carolina Matilde de Eslésvico-Holsácia. Foi também princesa-consorte de Solms-Baruth através do seu casamento com Frederico, 3.º príncipe de Solms-Baruth.

## Família
Adelaide Luísa era a quarta filha do duque Frederico Fernando de Eslésvico-Holsácia-Sonderburgo-Glucksburgo e da sua esposa, a princesa Carolina Matilde de Eslésvico-Holsácia-Sonderburgo-Augustemburgo. Entre as suas irmãs estava a princesa Vitória Adelaide de Eslésvico-Holsácia, esposa do duque Carlos Eduardo de Saxe-Coburgo-Gota e avó materna do actual rei Carlos XVI Gustavo da Suécia. Os seus avós paternos eram o duque Frederico de Eslésvico-Holsácia-Sonderburgo-Glucksburgo e a princesa Adelaide de Schaumburg-Lippe. Os seus avós maternos eram o duque Frederico VIII de Eslésvico-Holsácia-Sonderburgo-Augustemburgo e da princesa Adelaide de Hohenlohe-Langenburg. Uma das suas tias maternas, a princesa Augusta Vitória de Eslésvico-Holsácia, era a esposa do kaiser Guilherme II da Alemanha.

## Casamento e descendência
Adelaide casou-se o príncipe-herdeiro Frederico de Solms-Baruth (depois Frederico, 3.º príncipe de Solms-Baruth), segundo filho e primeiro varão de Frederico II de Solms-Baruth e da sua esposa, a condessa Luísa de Hochberg, no dia 1 de Agosto de 1914 em Potsdam, Brandemburgo, Prússia.
Tiveram cinco filhos:
- Frederica Luísa de Solms-Baruth (10 de outubro de 1916 – 10 de janeiro de 1989); sem descendência.
- Feodora de Solms-Baruth (5 de Abril de 1920–2006), casada com Gert Schenk; com descendência.
- Rosa Cecília Carolina Matilde Irene Sibila Ana de Solms-Baruth (nascida a 15 de maio de 1925); casada com Neville Lewis; com descendência; é Heinrich Weber (1926-1983), se casaram em 1981, sem descendência.
- Frederico, 4.º príncipe de Solms-Baruth (22 de dezembro de 1926-2006), com descendência.
- Carolina Matilde de Solms-Baruth (15 de abril de 1929); com descendência.